# Stadion HNK Rijeka
Stadion HNK Rijeka (kolokvijalno Stadion na Rujevici) je stadion u Rijeci. Imenovan je po Rujevici, mjestu na kojemu je izgrađen. U kolovozu 2015. godine, stadion postaje privremeno glavno igralište HNK Rijeke nakon početka radova na cjelovitoj rekonstrukciji i izgradnji novog stadiona na mjestu stadiona Kantrida. Stadion je dio trening-kampa koji koristi klupska omladinska akademija, a koji sadrži i dodatne terene. Nakon izgradnje novog stadiona Kantride, ovaj stadion će postati samo dio klupskog trening-kampa i privremeni dom hrvatske nogometne reprezentacije, posebno mlađih uzrasta.

## Izgradnja i otvaranje
Izgradnja koju plaća vlasnik HNK Rijeka započela je 15. rujna 2014. Izgrađene su tada zapadna glavna koja je potpuno pokrivena krovom i istočna tribina, dok se sa sjeverne strane nalazilo brdo, a s južne jedna manja tribina s nekoliko redova, ostali tereni kompleksa i pogled na otvoreno more. Stadion je dobio licenciju 28. srpnja 2015., a službeno je otvoren 2. kolovoza 2015. ligaškim ogledom protiv zagrebačke Lokomotive koji je HNK Rijeka dobila rezultatom 3:1. Prvi gol postigao je Marin Leovac.

### Dogradnja
Kako je osiguran kontinuitet kvalificiranjem u europska natjecanja, pristupilo se rekonstrukciji i dogradnji sjeverne tribine od 11. ožujka do 21. srpnja 2017. čime je ukupan kapacitet stadiona znatno povećan s 6039 na 8279 mjesta.
Projekt za stadion radio je riječki ured ZDL arhitekti, autorski tim Siniša Zdjelar i Antonija Plavotić.

## Kapacitet po sektorima
- Sektor I (istok) – 2852 mjesta
- Sektor Z (zapad) – 2787 mjesta, uključujući i mjesta za VIP-ovce
- Sektor S (sjever) – 2240 mjesta
- Sektor J (jug) – 400 mjesta, koji je zapravo sektor predviđen za gostujuće navijače